# Tongxing (socken i Kina)
Tongxing (kinesiska: 同兴, 同兴乡) är en socken i Kina. Den ligger i provinsen Hunan, i den södra delen av landet, omkring 160 kilometer väster om provinshuvudstaden Changsha. Antalet invånare är 12566. Befolkningen består av 6 158 kvinnor och 6 408 män. Barn under 15 år utgör 18,0 %, vuxna 15-64 år 73 %, och äldre över 65 år 7,0 %.
Genomsnittlig årsnederbörd är 1 658 millimeter. Den regnigaste månaden är maj, med i genomsnitt 257 mm nederbörd, och den torraste är december, med 55 mm nederbörd.